# Pomponio de Magistris
Pomponio de Magistris (falecido em 1614) foi um prelado católico romano que serviu como bispo de Terracina, Priverno e Sezze (1608–1614).

## Biografia
Pomponio de Magistris nasceu em Sonnino, na Itália. No dia 28 de janeiro de 1608, foi nomeado durante o papado de Paulo V como Bispo de Terracina, Priverno e Sezze. A 10 de fevereiro de 1608, foi consagrado bispo por Mariano Pierbenedetti, Cardeal-Sacerdote de Santa Maria in Trastevere, com Marco Cornaro, Bispo de Pádua, e Metello Bichi, Bispo Emérito de Sovana, servindo como co-consagradores. Serviu como Bispo de Terracina, Priverno e Sezze até à sua morte em 1614.